# 德吕莱贝勒方丹
德吕莱贝勒方丹（法語：Druyes-les-Belles-Fontaines，法語發音：[dʁɥi le bɛl fɔ̃tɛn] ⓘ）是法国勃艮第-弗朗什-孔泰大区约讷省的一个市镇，属于欧塞尔区。

## 地名
“方丹”（Fontaines）意为“泉”。法语地名通名在“枫丹白露”（Fontainebleau）等少数拥有传统译名的地名中译作“枫丹”，不过在《世界地名翻译大辞典》、《世界地名译名词典》和《法国地图册》等主流地名译名类书籍资料中多译作“方丹”。

## 地理
德吕莱贝勒方丹（47°32'52"N, 3°25'13"E）面积39.48 平方千米，位于法国勃艮第-弗朗什-孔泰大區约讷省，该省份为法国中北部内陆省份，西接卢瓦雷省，西北接塞纳-马恩省，南至涅夫勒省，东临科多尔省，东北与奥布省接壤。
与德吕莱贝勒方丹接壤的市镇（或旧市镇、城区）包括：瓦西河畔比利、昂德里、库尔松莱卡里耶尔、埃泰拉索万、皮赛地区苏热尔、莱欧德福泰尔。
德吕莱贝勒方丹的时区为UTC+01:00、UTC+02:00（夏令时）。

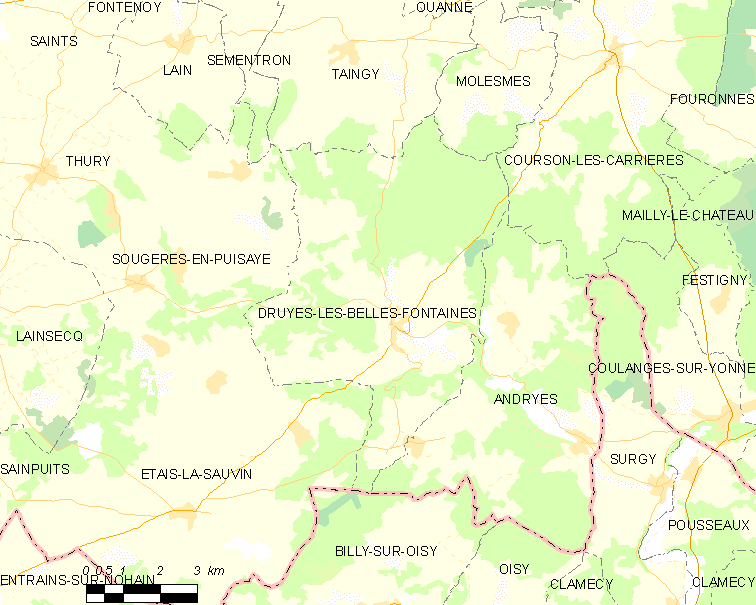
德吕莱贝勒方丹的OSM定位图

## 行政
德吕莱贝勒方丹的邮政编码为89560，INSEE市镇编码为89148。

## 政治
德吕莱贝勒方丹所属的省级选区为万塞勒县。

## 人口

1962-2008年间德吕莱贝勒方丹人口变化图示

德吕莱贝勒方丹于2022年1月1日时的人口数量为273人。